# 막판로맨스
《막판로맨스》는 2019년 12월 2일부터 2020년 2월 3일까지 KBS 2TV 월요 드라마이다

## 줄거리
톱스타 지설우 덕질 말고는 평범하기 그지없는 삶을 살아온 시한부 백세, 남은 시간 자신이 사랑한 스타와 닮은 배우 지망생 동준과 계약 연애를 결심하면서 펼쳐지는 로맨틱 코미디

## 등장 인물

### 주요 인물
- 한승연 : 백세 역
- 이서원 : 윤동준 / 지설우 역
- 김소이 : 영주 역
- 기안84 : 황금손 역

### 그외 인물들
- 전광진 : 박기자 역
- 오희준 : 매니저 역
- 김민성 : 자살남 역
- 신난애 : 도깨비 배우 역
- 임호준 : 성형외고 원장 역
- 홍미금 : 리포터 역
- 서정하 : 극단 연출가 역
- 조동우 : 극단 배우 로미오 역
- 조지승 : 극단 배우 줄리엣 역
- 이승우 : 극단 스태프 역
- 이유정 : 편의점 직원 역
- 김윤배 : 술집남자 역
- 윤교야 : 술집여자 역
- 김나래 : 드라마 배우 역
- 고유빈 : 드라마 배우 역
- 최현영 : 드라마 배우 역
- 박경은 : 드라마 배우 역
- 성정아 : 드라마 배우 역
- 강성열 : 오디션 남 역
- 한대희 : 오디션 남 역
- 진규현 : 오디션 남 역
- 이용기 : 오디션 남 역
- 김성우 : 오디션 남 역
- 백승진 : 오디션 남 역
- 이하림 : 한강대교 행인 역
- 조선미 : 버스정류장 행인 역
- 김보경 : 윤동준 상대역 역
- 정현용 : 기자 1 역
- 김필우 : 기자 2 역
- 김세정 : 택배기사 역
- 김창원 : 길상사 스님 역

### 특별출연
- 양승원
- 송민교

### 제작진
- 각본 서정은
- 감독 김준형
- 촬영 김대인
- 조명 김보람(Watt)
- 미술 김남숙
- 편집 정중식(인스터)
- 음악 박세준
- CG 김동수 임도연(솔픽쳐스)
- 동시녹음 이석준(황금나무)
- 의상/분장 홍수희(IAM)
- 사운드 김영호 이기준(씨네믹스)
- 제작 박준서 박세진
- 책임프로듀서 오환민 임병훈
- 제작총괄 연다영
- 제작실장 황대중
- 제작부장 봉수지
- 제작팀 박에녹
- 제작지원 Grace Chua 김영지
- 경영지원 강근식 박형렬 설초롱 송상수 이동윤
- 경영관리 이장수 김정훈 김나경 주창민 정혜원
- 조감독 정욱
- 인물조감독 김민재
- 미술조감독 김지향
- 스크립터 김조호
- 현장편집 한서욱
- 데이터매니저 하정훈 이혜성
- 촬영팀 김연주 신연광
- 촬영지원 서별 한종석 김영식
- 조명팀 오유빈 선병현
- 조명지원 김종인 안형준 박재섭 이왕희
- 캐스팅디렉터 김우종(크라운)
- 발전차 스펙트럼 313
- 미술팀 김혜진 황아영
- 의상팀장 이정은
- 의상팀 김서연
- 의상지원 김민지
- 분장팀장 이미진
- 분장팀 장현동
- 붐오퍼레이터 문광무
- 편집보조 이현희 (인스터)
- 로고, 포스터박은현 (스탠다드밑)
- 극중웹툰 박은현 (스탠다드밑)
- 일러스트레이션 어희경
- DI 신성희 (인스터컬러)
- 작곡 재미난 생각
- Sound Designer 이기준 (씨네믹스)
- Sound Effect Designer 허유라 (씨네믹스)
- Sound Editor 문준성 (씨네믹스)
- ADR Recording 김영호 (씨네믹스)
- Foley 박여울 양준석 (씨네믹스)
- Final Mixing 이기준 (씨네믹스)
- 보조출연 이우재 신영민 (한강예술)
- 홍보대행 박진희 황유영 이승규 (피알제이)
- JTBC 홍보정지원 강정국
- JTBC 마케팅 한정은 장혜정 유혁
- JTBC 웹기획 장은영
- JTBC 웹운영 이참슬
- JTBC 웹디자인 이민화
- JTBC 디자인 실남궁유 이혜연 채주용 김은호 이연지
- JTBC 메이킹 유근형 이주관 김현정
- JTBC TMM 김효원 이종민 이하나 김도훈 오승환 김은란
- 현장스틸 김진중
- 스튜디오스틸 a.q.u. studio 양성혁 강동헌

## 촬영지
- 한강대교
- 봉원사
- 성산대교